# Митлатонгско-ютандучийский миштекский язык
Митлатонгско-ютандучийский миштекский язык (Mitlatongo-Yutanduchi Mixtec) — две разновидности миштекского языка — митлатонгский и ютандучийский диалекты, которые распространены в штате Оахака в Мексике.

## Диалекты
- Митлатонгский диалект (Mitlatongo Mixtec, Mixteco de Mitlatongo) распространён в городах Ночистлан, Санта-Крус-Митлатонго и Сантьяго-Митлатонго штата Оахака. Письмо на латинской основе.
- Ютандучийский диалект (Mixteco de Yutanduchi, Mixteco de Yutanduchi de Guerrero, Southern Nochixtlan Mixtec, Yutanduchi Mixtec) распространён в городе Ютандучи-де-Герреро округа Ночистлан штата Оахака. Преподаётся в начальной и средней школе. Письмо на латинской основе.

## Письменность
Алфавит митлатонгского диалекта: A a, B b, Ch ch, D d, E e, G g, ', I i, J j, Ju ju, Ɨ ɨ, K k, Ku ku, L l, Jl jl, M m, N n, Ñ ñ, O o, P p, R r, Rr rr, S s, X x, T t, U u, V v, W w, Y y.